# 武田綾乃
武田綾乃（日语：／ Takeda Ayano，1992年—），日本女性小說家。出身於京都府宇治市。

## 經歷
武田綾乃小學時期崇拜同樣出身京都的小說家綿矢莉莎寫的《欠踹的背影》，立志要成為一名小說家。進入高中（京都府立嵯峨野高等學校）之後，加入文藝社全面創作小說。
2012年，大學1年級的武田以高中美術社為題材的《今天，和你一起呼吸。》參加寶島社主辦的第8屆日本愛情故事大獎新人獎。應募時筆名「（將本名全部轉換成6個字的片假名）」。該作品列入同獎項最終考選候補。儘管沒有獲獎，但被2013年5月寶島社文庫作為「隱玉作品」出版。
2013年12月，她開始連載以小學到國中時期本身的經驗、參加5年的吹奏樂社為故事基礎的第二部小說《吹響吧！上低音號 ～歡迎加入北宇治高中管樂團～》。關於標題的想法，她說這部是她從大學2年級就開始常常寫的作品。並表示一開始編輯在使用小號還是長號的問題上猶豫不決，最後她決定使用上低音號。此外，也表示之所以選擇宇治作為故事的背景，是因為本身經歷了2012年的暴雨災害，想要保護自己出生和長大的宇治市風景。
2016年起就任宇治市觀光大使。
2019年，小說《那一天，朱音投身青空》入選第40屆吉川英治文學新人獎候補名單。2020年，《就算不愛我》入選第37屆織田作之助獎候補。2021年，該作品獲得第42屆吉川英治文學新人獎。
2021年12月，她在Twitter上宣佈結婚。2024年宣佈生下第一子。

## 人物
- 高中時期，女演員吉岡里帆跟她同屆[12]。
- 小學5年級至國中3年級這5年間是銅管樂器社所屬，並參加公開演出[4][5]。
- 喜歡的作家有綿矢莉莎、村深月。其中《欠踹的背影》和《冰凍鯨魚（日语：凍りのくじら）》影響她很深[1]。
- 家裡養了一隻貓[13]，在簽名簿裡自身的簽名中還畫了貓的插圖[14]。
- 同志社大學就讀期間，她搭乘京阪電車通學，從出町柳車站步行約15分鐘即可到達大學。不僅每次上學都會去那裡，而且還提到包括鴨川三角洲（日语：鴨川デルタ）在內的出町地區是她特別喜歡的地方，因為就像自己的家鄉宇治一樣，那裡保留許多自然風光讓她感到如釋重負[6]。

## 作品列表

### 小說

#### 吹響吧！上低音號系列

##### 北宇治高中篇
- 吹響吧！上低音號 ～歡迎加入北宇治高中管樂團～（2013年12月，寶島社文庫（日语：宝島社文庫））
- 吹響吧！上低音號2 ～北宇治高中管樂團最熱的夏天～（2015年3月，寶島社文庫）
- 吹響吧！上低音號3 ～北宇治高中管樂團最大的危機～（2015年4月，寶島社文庫）
- 吹響吧！上低音號 ～北宇治高中管樂團秘密的話～（2015年6月，寶島社文庫）
- 吹響吧！上低音號 ～北宇治高中管樂團日誌～（2016年10月，寶島社文庫）—包含2部短篇的公式指南書。
- 吹響吧！上低音號 ～北宇治高中管樂團 波亂的第二樂章 前篇～（2017年9月，寶島社文庫）
- 吹響吧！上低音號 ～北宇治高中管樂團 波亂的第二樂章 後篇～（2017年10月，寶島社文庫）
- 吹響吧！上低音號 ～北宇治高中管樂團真正的故事（2018年4月，寶島社文庫）
- 吹響吧！上低音號 ～北宇治高中管樂團 決意的最終樂章 前篇～（2019年5月，寶島社文庫）
- 吹響吧！上低音號 ～北宇治高中管樂團 決意的最終樂章 後篇～（2019年7月，寶島社文庫）
- 吹響吧！上低音號 北宇治高中管樂社每個人的故事（2024年6月，寶島社文庫）

##### 立華高中篇
- 吹響吧！上低音號系列 ～歡迎加入立華高中儀樂隊～ 前篇（2016年8月，寶島社文庫）
- 吹響吧！上低音號系列 ～歡迎加入立華高中儀樂隊～ 後篇（2016年9月，寶島社文庫）

##### 外傳
- 仰望你飛翔的背影（2021年2月，寶島社／2023年8月，寶島社文庫）
  - 文庫版包含（作為單行本初回特典）。

#### 與你划船系列
- 與你划船 長瀞高中獨木舟社（2019年2月，新潮文庫nex（日语：新潮文庫））
- 與你划船2 長瀞高中獨木舟社與強敵（2019年9月，新潮文庫nex）
- 與你划船3 長瀞高中獨木舟社與孤獨的女王（2020年9月，新潮文庫nex）
- 與你划船4 長瀞高中獨木舟社的榮耀（2021年9月，新潮文庫nex）
- 與你划船5 長瀞高中獨木舟社的未來（2023年3月，新潮文庫nex）

#### 非系列
- 今天，和你一起呼吸。（2013年5月，寶島社文庫（日语：宝島社文庫）／2023年5月，寶島社文庫【新裝版】）
- 春天不會來到石黑同學身邊（2016年11月，East Press（日语：イースト・プレス）／2019年12月，幻冬舎文庫（日语：幻冬舎文庫））
- 細數藍色青春（2018年8月，講談社／2021年7月，講談社文庫（日语：講談社文庫））
  - 收錄作品：白線與一步／紅燈與二萬／側翻與三伏／作戰與四角／漠然與五體／於是，奇蹟發生（文庫收錄）／我才不需要青鳥（文庫收錄）
- 那一天，朱音投身青空（2018年11月，幻冬舎／2021年4月，幻冬舎文庫）
- 請大聲喊出愛（2020年6月，新潮社／2022年9月，新潮文庫nex）
- 不被愛也沒關係（2020年8月，講談社）
- 當世界變成藍色（2022年3月，文藝春秋）
- 泡泡（2022年4月，集英社文庫）—同名電影動畫小說版（導演：荒木哲郎，原作：泡泡製作委員會）
- 說謊的兩人（2022年11月，KADOKAWA）
- 可憐的蒼蠅（2023年9月，新潮社）
  - 收錄作品：／／／

#### 選集收錄
表示武田綾乃作品。
- （2013年7月，寶島社文庫（日语：宝島社文庫））
- （2013年12月，寶島社文庫）「可憐的兔子」
- （2015年5月，寶島社文庫）
- （2015年12月，寶島社文庫）
- （2016年6月，寶島社文庫）
- （2020年11月，創元推理文庫（日语：創元推理文庫））
- （2021年3月，寶島社）
- 《Story for you》（2021年3月，講談社）
- （2022年3月，實業之日本社（日语：実業之日本社）／2024年2月，實業之日本社文庫（日语：実業之日本社文庫））
- （2024年6月，實業之日本社）

#### 單行本未收錄（小說）
- 第10回（2015年3月17日，寶島社特設網站[15]）
- 與祖母2人的第60個夏天（《京響與夥伴們》，淡交社編輯局編，2017年10月10日，淡交社）
- （講談社《小說現代》2018年7月號）
- （2019年2月，《與你划船 長瀞高中獨木舟社》初回特典）
- （2020年8月26日，tree[16]）
- （2021年3月，《「吹響吧！上低音號」5th Anniversary Disc ～閃亮樂節～》初回特典）
- （2021年11月，實業之日本社《THE FORWARD》1號）
- （2023年8月，《特別篇 吹響吧！上低音號 ～合奏團競賽～》入場特典）
- （2023年8月，《特別篇 吹響吧！上低音號 ～合奏團競賽～》入場特典）
- （2023年8月，《特別篇 吹響吧！上低音號 ～合奏團競賽～》入場特典）
- （2023年11月，寶可夢公司特設網站，寶可夢公司商品購入特典）—原案：《寶可夢 朱／紫》。監修：株式會社寶可夢、株式會社GAME FREAK[17]

### 隨筆

#### 單行本
- （2023年6月，小學館）

#### 單行本未收錄（隨筆）
- （《STORY BOX（日语：STORY BOX）》2019年11月號／2019年12月5日，小說丸[18]）
- （日本汽車聯盟（日语：日本自動車連盟）《JAF Mate（日语：JAFMATE）》2020年1月號）
- （瀨尾麻衣子（日语：瀬尾まいこ））（《群像（日语：群像）》2020年10月號）
- 書評 「我的發表會」綿矢莉莎（《群像》2021年12月號）
- （集英社《青春與讀書（日语：青春と読書）》2022年5月號[19]）
- （《Another side of 辻村深月》2023年3月，KADOKAWA）
- （2023年6月14日，小說丸[20]）

### 漫畫原作
- 群花綻放、彷如修羅（《Ultra Jump》2021年7月號—）—漫畫：Musshu（日语：むっしゅ）

## 跨媒體展開作品

### 漫畫化

#### 奏響吧！上低音號系列
- 吹響吧！上低音號 歡迎來到北宇治高校吹奏樂部（2015年4月—2015年11月，寶島社〈這本漫畫真厲害！comics〉，全3冊）—漫畫：
- 吹響吧！上低音號 北宇治高中吹奏樂部最熱的夏天（2016年9月—2016年10月，寶島社〈這本漫畫真厲害！comics〉，全2冊）—漫畫：
- 吹響吧！上低音號 北宇治高中吹奏樂部最大的危機（2017年7月—2017年8月，寶島社〈這本漫畫真厲害！comics〉，全2冊）—漫畫：

#### 選集收錄
- （2017年4月，寶島社）「聖誕禮物」—漫畫：

### 電視動畫
- 吹響吧！上低音號（2015年4月—7月，演：石原立也）
- 吹響吧！上低音號2（2016年10月—12月，導演：石原立也）
- Animation x Paralympic：誰是你的英雄？ episode16 （2023年3月）—擔任原作、劇本原案。與《與你划船》的聯名動畫[21]。
- 吹響吧！上低音號3（2024年4月—6月，導演：石原立也）
- 群花綻放、彷如修羅（2025年1月—，導演：宇和野步）

### 電影動畫
- 劇場版 吹響吧！上低音號 ～歡迎來到北宇治高校吹奏樂部～（2016年4月23日公開，導演：石原立也）
- 劇場版 吹響吧！上低音號 ～想要傳達的旋律～（2017年9月30日公開，總導演：石原立也，導演：小川太一）
- 莉茲與青鳥（2018年4月21日公開，導演：山田尚子）
- 劇場版 吹響吧！上低音號 ～誓言的終章～（2019年4月19日公開，導演：石原立也）
- 特別篇 吹響吧！上低音號 ～合奏團競賽篇～（2023年8月4日公開，導演：石原立也）

### 真人電影
- 不被愛也無所謂（2025年7月4日公開，導演：井樫彩，主演：南沙良）[22]

### 廣播劇CD
- 電視動畫「吹響吧！上低音號」廣播劇CD（2015年8月）
- 「吹響吧！上低音號」5th Anniversary Disc ～閃亮樂節～（2021年3月）

### 樂曲
- Biri-Biri（2023年11月，YOASOBI）—改編自的歌曲[23]。

## 腳註

## 相關項目
- 日本小說家列表（日语：日本の小説家一覧）
- 推理作家列表（日语：推理作家一覧）

## 外部連結
- 武田綾乃的X（前Twitter） （日語）
- 株式會社COSAEL WORK 作者介紹 （页面存档备份，存于） （日語）